# Michel Miyazawa
Michel Miyazawa (jap. 宮澤 ミッシェル, Miyazawa Michel; * 14. Juli 1963 in der Präfektur Chiba) ist ein ehemaliger japanischer Fußballspieler.

## Karriere
Miyazawa erlernte das Fußballspielen in der Schulmannschaft der Ichihara Midori High School und der Universitätsmannschaft der Kokushikan-Universität. Seinen ersten Vertrag unterschrieb er 1986 bei Fujita Industries. Der Verein spielte in der höchsten Liga des Landes, der Japan Soccer League. 1988 erreichte er das Finale des Kaiserpokals. Am Ende der Saison 1989/90 stieg der Verein in die Division 2 ab. Für den Verein absolvierte er 131 Spiele. 1992 wechselte er zu JEF United Ichihara. Für den Verein absolvierte er 58 Erstligaspiele. Ende 1995 beendete er seine Karriere als Fußballspieler.

## Erfolge
Fujita Industries
- Kaiserpokal

Finalist: 1988